# 아리랑 (책)
아리랑(The Song of Ariran)은 미국의 여성 저널리스트 님 웨일즈가 1930년대 후반 중국공산당 본부가 있던 옌안에서 인터뷰한 조선인 독립운동가 김산(본명: 장지락)의 생애를 다룬 전기이다.

## 출간
님웨일즈는 인터뷰한 자료를 가지고 중국을 떠나 1941년 필리핀에서 글쓰기를 모두 마쳤다. 그의 글은 미국에서 출판되었고, 이후 1953년에 일본에서도 번역 출판되었다. 대한민국에서는 사회주의계열 독립운동을 언급하는 것에 대한 대한 금기로 오랫동안 이 책이 알려지지 못했다. 그러나 일본과 미국의 유학생들에 의해 원본과 번역본이 밀반입되어 운동권 인사들에게 널리 읽혀졌으며, 1984년 마침내 한국어판으로 번역되어 정식으로 출판되었다. 김산의 본명에 대해서는 여러 설이 있었으나 김일성 북한주석이 자신의 회고록 세기와 더불어에서 "장지락"으로 언급하면서 밝혀졌다.